# آندریاس تیفس
آندریاس تیفس (آلمانی: Andreas Tews؛ زادهٔ ۱۱ سپتامبر ۱۹۶۸) بوکسور اهل آلمان بود.
وی در مسابقات کشوری و بین‌المللی در مجموع برندهٔ ۲ مدال طلا، ۱ مدال نقره، ۱ مدال برنز شده‌است.